# Daniel Nowocin
Daniel Nowocin (ur. 19 sierpnia 1980) – polski lekkoatleta specjalizujący się w skoku o tyczce, medalista mistrzostw Polski.

## Życiorys
Był zawodnikiem Skry Warszawa.
Na mistrzostwach Polski seniorów wywalczył jeden medal w skoku o tyczce: brązowy w 2003. W tej samej konkurencji zdobył też dwa medale halowych mistrzostw Polski seniorów: srebrny w 2003 i brązowy w 2005.
Rekord życiowy w skoku o tyczce: 5,10 (13.07.2003).